# Station Chałupy
Station Chałupy is een spoorwegstation in de Poolse plaats Chałupy.